# 傑森·多靈
傑森·多靈（英語：Jason William Dohring，1982年3月30日—）是一名美國男演員。他最著名的作品是在《美眉校探》中飾演Logan Echolls角色。他在2004年結婚。